# Дубинин, Иван Викторович
Иван Викторович Дубинин (28.08.1922, Черноусова, Камышловский уезд, Екатеринбургская губерния, РСФСР — 03.08.2005, Артёмовский, Свердловская область, Россия) — советский военнослужащий, участник Великой Отечественной войны, полный кавалер ордена Славы, механик-водитель танка Т-34 1-го танкового батальона гвардии старший сержант — на момент представления к награждению орденом Славы 1-й степени.

## Биография
Родился 28 августа 1922 года в деревне Черноусова (ныне — Каменский район Свердловской области). Окончил 7 классов в селе Маминском. Был учеником в зубопротезной клинике городе Каменск-Уральский. В 1939 году был осуждён на год за то, что унёс с вырубки пару охапок сучьев.
В октябре 1941 года был призван в Красную Армию Ирбитским райвоенкоматом. Сначала был направлен в город Нижний Тагил учиться на шофёра, но вскоре переведён в поселок Елань Камышловского района, где прошёл подготовку как командир пулемётного отделения. Но через два месяца вновь сменил специальность, в танковом училище в городе Свердловске получил специальность механика-водителя танка. В действующей армии с апреля 1943 года. Был зачислен наводчиком орудия танка Т-34 в находящуюся на переформировании 93-ю отдельную танковую бригаду. В составе этой части прошёл весь боевой путь. В бой вступил в мае 1943 года на Степном фронте. Участвовал в битве под Курском, освобождении города Ахтырка, форсировании Днепра, в боях на Букринском плацдарме. В боях за освобождение правобережной Украины участвовал в Житомирско-Бердичевской и Львовско-Сандомирской наступательных операциях. Отличился в боях по ликвидации группировки в Бродском котле.
18-20 июля 1944 года в боях у населённого пункта Ясеновцы старший сержант Дубинин в составе экипажа уничтожил 5 огневых точек, 20 автомашин и 30 повозок с грузами, свыше 200 вражеских солдат.
Приказом по войскам 4-й танковой армии от 13 августа 1944 года старший сержант Дубинин Иван Викторович награждён орденом Славы 3-й степени.
Преследуя отходящие вражеские войска, части бригады 5 августа 1944 года в районе Перемышля вступили на территорию Польши. В середине января 1945 года в бою за населенный пункт Воля Домбрувска, старший сержант Дубинин, умело управляя танком, вместе с экипажем поджег 2 танка и несколько автомашин, и уничтожил до 50 вражеских солдат.
Приказом по войскам 4-й танковой армии от 29 января 1945 года гвардии старший сержант Дубинин Иван Викторович награждён орденом Славы 2-й степени.
В Сандомирско-Силезской наступательной операции бригада в составе армии вела непрерывные наступательные бои, действуя в значительном отрыве от стрелковых соединений. В феврале-марте 1945 года бригада совместно с другими соединениями 4-й танковой армии участвовала в Нижне-Силезской наступательной операции и Верхне-Силезской наступательной операции. В бою за населенный пункт Якобсдорф старший сержант Дубинин И. В. первым в батальоне ворвался в расположение противника, где экипаж уничтожил танк, 6 огневых точек, миномётную батарею, 2 автомашины и много противников. Командиром батальона был представлен к награждению орденом Славы 1-й степени.
В марте 93-я танковая бригада была преобразована в 68-ю гвардейскую. В завершающих боях гвардии старший сержант Дубинин, ещё раз отличился. Атакуя из засады колонну противника, танк механика-водителя Дубинина силой пушки и гусеницами уничтожил до 50 противников, 1 танк, 2 орудия, 13 огневых точек. Было взято в плен до 70 солдат и офицеров противника. Был представлен к награждению орденом Красного Знамени, награждён орденом Красной Звезды.
Указом Президиума Верховного Совета СССР от 27 июня 1945 года старший сержант Дубинин Иван Викторович награждён орденом Славы 1-й степени. Стал полным кавалером ордена Славы.
После демобилизации в 1945 году вернулся в родные места. Работал слесарем на шахте в шахтоуправлении «Егоршинское». Жил в городе Артемовский.
Умер 3 августа 2005 года. Похоронен на Песьянском кладбище города Артемовский.
Награждён орденами Отечественной войны 1-й степени, Славы 1-й, 2-й и 3-й степени, Красной Звезды, Красного Знамени, медалями.